# Pițigoi sur
Pițigoiul sur (Poecile palustris, sin. Parus palustris) este o pasăre sedentară din familia paridelor, răspândită în Europa, din Marea Britanie până în sudul Uralilor, și în estul Asiei. Este întâlnit în păduri de foioase și de amestec din câmpie, preferând desișuri cu frunziș bogat și grădini neîngrijite, poate fi întâlnit până la altitudini de 1.300 m. În România și Republica Moldova este o specie comună, întâlnită în pădurile de foioase de stejar sau de fag, în special sectoarele din preajma apelor, putând ajunge până la peste 1000 m altitudine, poate fi întâlnit și în grădini și livezi cu pomi bătrâni, în perdelele forestiere, parcurile din localități. Populația din România este estimată la 350.000-700.000 de perechi cuibăritoare, iar cea din Republica Moldova la 2.000-4.000 de perechi cuibăritoare. Pițigoiul sur este o specie sedentară, dar toamna și iarna hoinărește în căutarea hranei, uneori în stoluri mixte împreună cu alte specii de pițigoi. Este un pițigoi de talie medie, are o lungime de 11-12 cm și o greutate de  8,9-15 g. Atinge în libertate longevitatea maximă de 11 ani și 9 luni. Seamănă foarte mult cu pițigoiul de munte. Sexele sunt asemănătoare și nu se pot diferenția după penaj decât foarte greu. Fruntea și creștetul până la ceafă sunt negre, penele creștetului sunt lucioase. Părțile superioare brun-deschise sau brun-cenușii. Coada brun-cenușie. Remigele aripilor brun-cenușii închise. Obrazul și regiunea auriculară sunt albe. Bărbia și porțiunea superioară a părții inferioare a gâtului sunt negre, formând o bavetă mică. Pieptul și abdomenul albe; laturile pieptului și flancurile brun-gălbui. Spre deosebire de pițigoiul de munte nu are oglindă albă pe aripile închise. Vara hrana constă din nevertebrate (în special, insecte), iar toamna și iarna preponderent din semințe, fructe și pomușoare. Își face provizii de hrană pentru perioadele când aceasta nu mai găsește. Pițigoiul sur este o specie folositoare, distrugând un număr considerabil de diverși vătămători ai silviculturii și agriculturii - omizi, trombari, pocnitori, ploșnițe etc. Este o specia monogamă, perechile formate rămân împreună pe viață.  Femela își alege pentru cuib o scorbură într-un arbore bătrân și parțial putrezit pe care uneori o amenajează la intrare. În interior își construiește cuibul din mușchi, căptușindu-l cu păr de animale și pene. Cuibul poate fi amplasat și printre pietre, la rădăcinile arborilor prăvăliți, în nișele zidurilor etc. Adesea ocupă cuiburile artificiale. În a 2-a decadă a lunii aprilie, femela începe depunerea pontei care este formată, în medie, din 7-8 ouă, dar ajunge și la 12. Depune de obicei o singură pontă pe an, rar două. Ouăle sunt clocite doar de femelă timp de 14-16 zile. Masculul hrănește în tot acest timp femela care stă pe cuib. Puii eclozați sunt îngrijiți de ambii părinți. Aceștia părăsesc cuibul după 17-20 de zile. Sunt dscrise 10-15 subspecii. În România se întâlnește subspecia Poecile palustris stagnatilis, dar este menționată și subspecia Poecile palustris palustris. În Republica Moldova se întâlnește subspecia Poecile palustris stagnatilis.

## Denumiri
Denumirea latină Parus palustris a acestei specii, provine din cuvintele latine parus = pițigoi + palustris = palustru, de baltă, de mlaștină iar cea de Poecile provine din cuvântul grecesc poikilis = pasăre mică necunoscută.
În limba română această specie se numește pițigoi sur, pițigoi cenușiu, pițigoi sălbatec, pițigoi sur răsăritean (subspecia Parus palustris stagnatilis), pițigoi sur de munte (subspecia Parus palustris congrevei).

## Taxonomia
Denumirea latină a acestei specii Parus palustris a fost dată de Linnaeus în 1758 (terra typica Europa, adică Suedia).
Pițigoiul sur hibridizează cu pițigoiul de munte (Poecile montanus) și pițigoiul mare (Parus major). Pițigoiul cu baveta neagră (Poecile hypermelaenus) mai înainte era inclus ca o subspecie (Poecile palustris hypermelaenus) în această specie.
Majoritatea variațiilor geografice sunt clinale, de ex. talia se micșorează și intensitatea culorii părții superioare crește de la est spre vest. Specia au fost chiar considerată de unii autori monotipică, cu mai multe variații în cadrul populațiilor. Sunt necesare cercetări suplimentare și revizuiri, în special relația dintre subspecia hellmayri și specia Poecile hypermelaenus.
Subspeciile stagnatilis și kabardensis sunt uneori incluse în subspecia nominată. Subspecia jeholicus este uneori înglobată în subspecia hellmayri. Subspeciile altaicus (din Altai și vestul munților Saian) și crassirostris (din sud-estul Rusiei, nord-estul Chinei și Coreea) sunt sinonimizate cu subspecia brevirostris.

### Subspecii și distribuție
Zece subspecii sunt recunoscute:

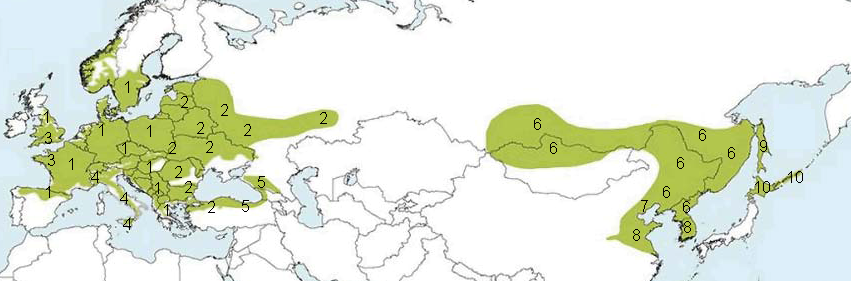
Distribuția subspeciilor
1. Poecile palustris palustris
2. Poecile palustris stagnatilis
3. Poecile palustris dresseri
4. Poecile palustris italicus
5. Poecile palustris kabardensis
6. Poecile palustris brevirostris
7. Poecile palustris jeholicus
8. Poecile palustris hellmayri
9. Poecile palustris ernsti
10. Poecile palustris hensoni

- Poecile palustris palustris (Linnaeus, 1758) - subspecia nominată - pițigoi sur european - în nordul și centrul Europei; din sudul Scandinaviei spre sud până în centrul Franței, nordul Peninsulei Iberice și Alpii elvețieni și austrieci; din nordul Angliei, sudul Scoției și Europa continentală spre est până în centrul Poloniei, vestul Slovaciei, vestul Ungariei, vestul Balcanilor, munții din sudul și estul fostei Iugoslavii, Bulgaria și Grecia.
- Poecile palustris stagnatilis (C. L. Brehm, 1855) - pițigoi sur răsăritean - în estul Europei (la est de subspecia nominată palustris), în nord-vestul Turciei, Rusia Europeană, câmpiile din nordul și estul Iugoslaviei, Bulgaria și în estul Europei, spre est până în sudul Uralilor. Probabil intergradează cu subspecia kabardensis în nord-estul Turciei sau în vestul Caucazului.
- Poecile palustris dresseri (Stejneger, 1886) - în sudul Marii Britanii (Anglia, Țara Galilor) și vestul Franței.
- Poecile palustris italicus (Tschusi & Hellmayr, 1900) - în Alpii francezi, Italia și Sicilia.
- Poecile palustris kabardensis (Buturlin, 1929) - în Caucaz și nord-estul Turciei.
- Poecile palustris brevirostris Taczanowski, 1872 - pițigoi sur asiatic - în sud-centrul și sud-estul Siberiei, nordul Mongoliei, nord-estul Chinei (nordul și estul Mongoliei Interioare, Heilongjiang, Jilin, Liaoning) și nordul Coreei.
- Poecile palustris jeholicus (O. Kleinschmidt & Weigold, 1922) - în nord-estul Chinei (nordul provinciei Hebei).
- Poecile palustris hellmayri Bianchi, 1903 - în estul Chinei (din Hebei spre sud până în Shandong și Jiangsu) și sudul Coreei.
- Poecile palustris ernsti (Yamashina, 1933) - în Sahalin.
- Poecile palustris hensoni (Stejneger, 1892) - în sudul insulelor Kurile și nordul Japoniei (Hokkaido).

Dementiev (1954) menționează 15 subspecii:

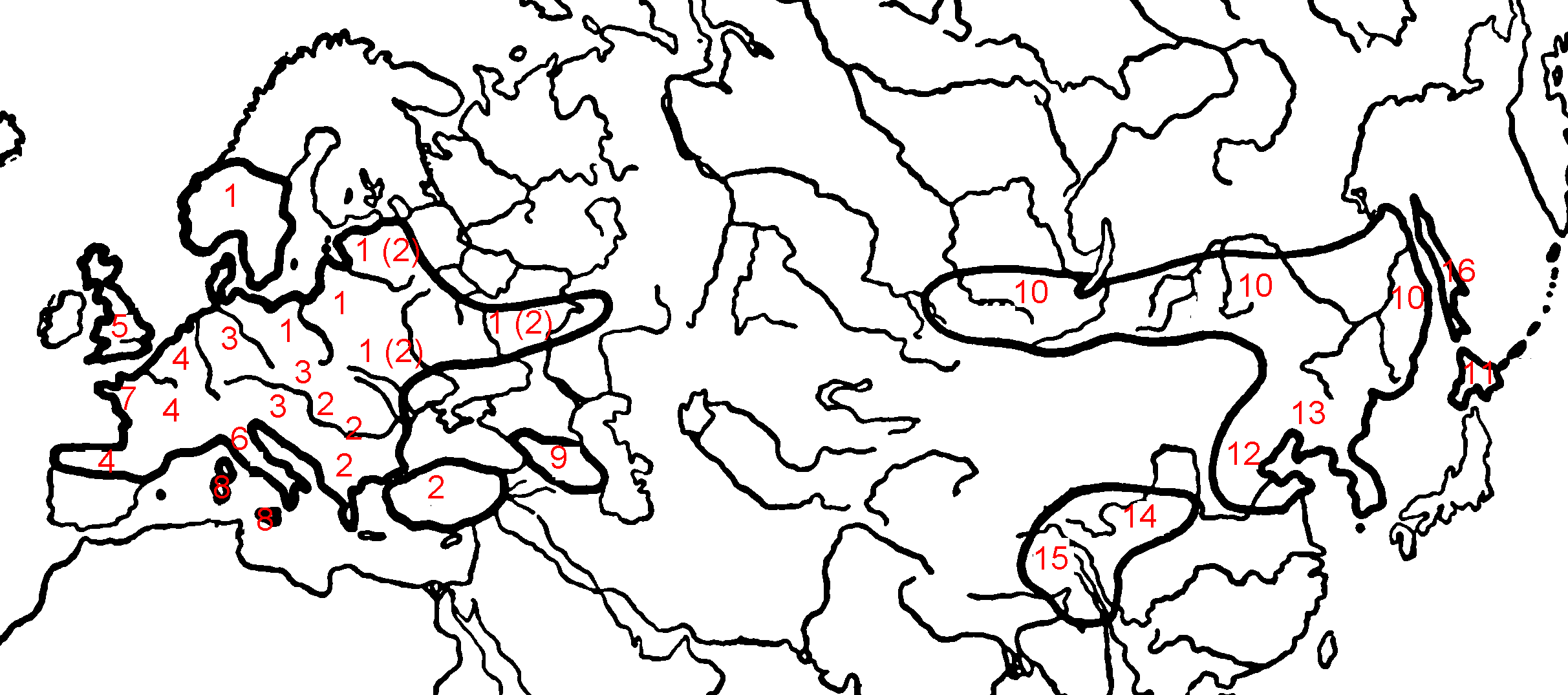
Distribuția subspeciilor după Dementiev (1954). În paranteză distribuția după HBW.
1. Poecile palustris palustris,
2. Poecile palustris stagnatilis,
3. Poecile palustris communis (P. p. palustris),
4. Poecile palustris longirostris (P. p. palustris),
5. Poecile palustris dresseri,
6. Poecile palustris italicus,
7. Poecile palustris darti (P. p. dresseri),
8. Poecile palustris siculus (P. p. italicus),
9. Poecile palustris kabardensis,
10. Poecile palustris brevirostris,
11. Poecile palustris hensoni,
12. Poecile palustris hellmayri,
13. Poecile palustris jeholicus,
14. Poecile palustris hypermelaena,
15. Poecile palustris dejeani (Poecile hypermelaenus);
16. Poecile palustris ernsti

- Parus palustris palustris Linnaeus, 1758 - în partea de sud a Peninsulei Scandinave, statele baltice, Polonia, partea europeană a fostei URSS;
- Parus palustris communis Baldenstein, 1827 - în Germania, cu excepția regiunii Renania și estul Prusiei, în Alpi (până la o altitudine de 1000-1200 m), în Austria și vestul Ungariei; în prezent este inclusă în subspecia Poecile palustris palustris;
- Parus palustris longirostris Kleinschmidt, 1897  - în Franța, regiunea Renania, Belgia, Olanda; în prezent este inclusă în subspecia Poecile palustris palustris;
- Parus palustris stagnatilis Brehm, 1855 - în țările balcanice, Ungaria, Cehoslovacia;
- Parus palustris dresseri Stejneger, 1886 - în Anglia, Scoția, Irlanda (neregulat);
- Parus palustris darti Jouard, 1929 - în Normandia și Bretania; în prezent este inclusă în subspecia Poecile palustris dresseri;
- Parus palustris italicus Tschusi et Hellmayr, 1900 - în Italia, Sicilia, Sardinia (neregulat);
- Parus palustris siculus Burg, 1925 - în Sicilia, Corsica, Sardinia, Calabria; în prezent este inclusă în subspecia Poecile palustris italicus;
- Parus palustris kabardensis Buturlin, 1929 - în nordul și centrul Caucazului;
- Parus palustris brevirostris Taczanowski, 1872  - în Siberia din Altai până în  Primorie, părțile adiacente ale Manciuriei, în Sahalin și Insulele Kurile;
- Parus palustris hensoni Stejneger, 1892 - în insula Hokkaido;
- Parus palustris hellmayri Bianchi, 1902 - în nordul Chinei și Coreea;

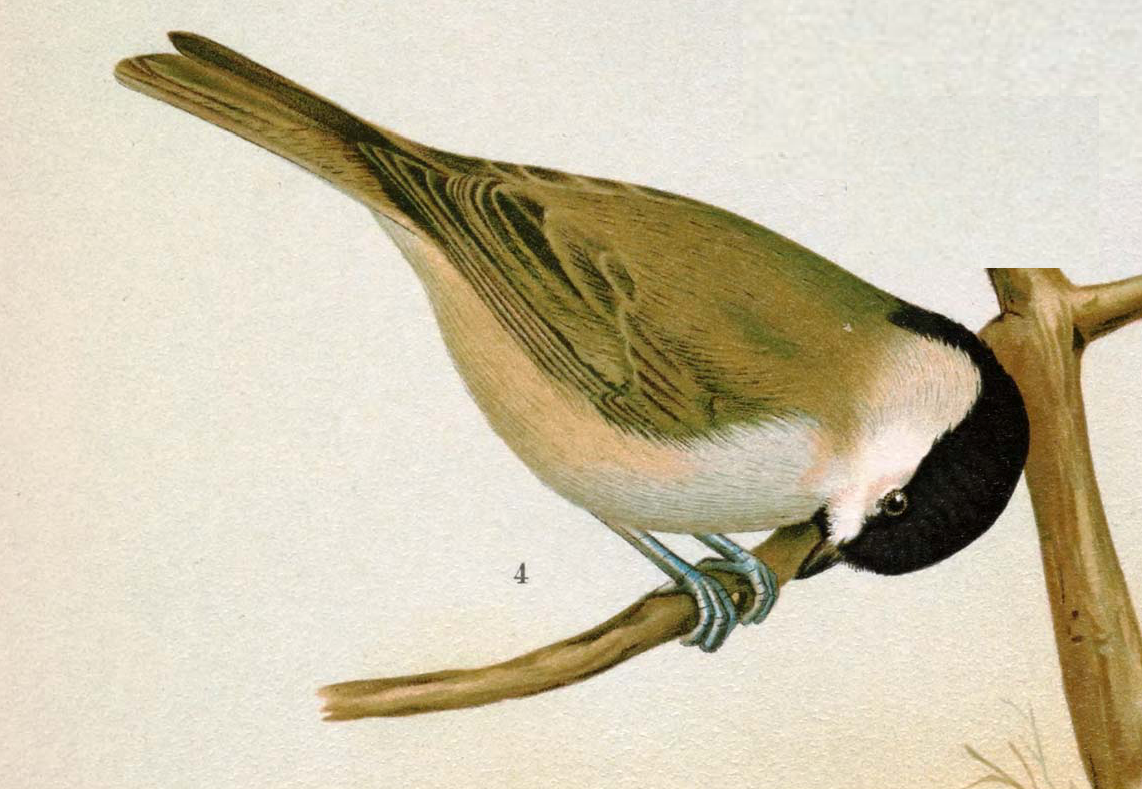
Pițigoiul sur după Naumann (1897).

- Parus palustris hypermelaena Beresowski et Bianchi, 1891  - în China, provincia Shaanxi;
- Parus palustris jeholicus Kleinschmidt, 1922  - în nord-estul provinciei Hebei (China);
- Parus palustris dejeani Oustalet, 1897 - vestul Chinei; în prezent ridicată în rang de specie Poecile hypermelaenus.

În România se întâlnește subspecia Poecile palustris stagnatilis (Pițigoi sur răsăritean), dar este menționată și subspecia Poecile palustris palustris (sin. Parus palustris communis Baldenstein, 1827 - Pițigoi sur). Subspecia Parus palustris congrevei Kinnear, 1928 - Pițigoi sur de munte - din Munții Retezat este inclusă în subspecia Poecile palustris stagnatilis.
În Republica Moldova se întâlnește subspecia Poecile palustris stagnatilis (Pițigoi sur răsăritean), însă Averin și Ganea menționează numai subspecia Poecile palustris palustris.

## Descrierea

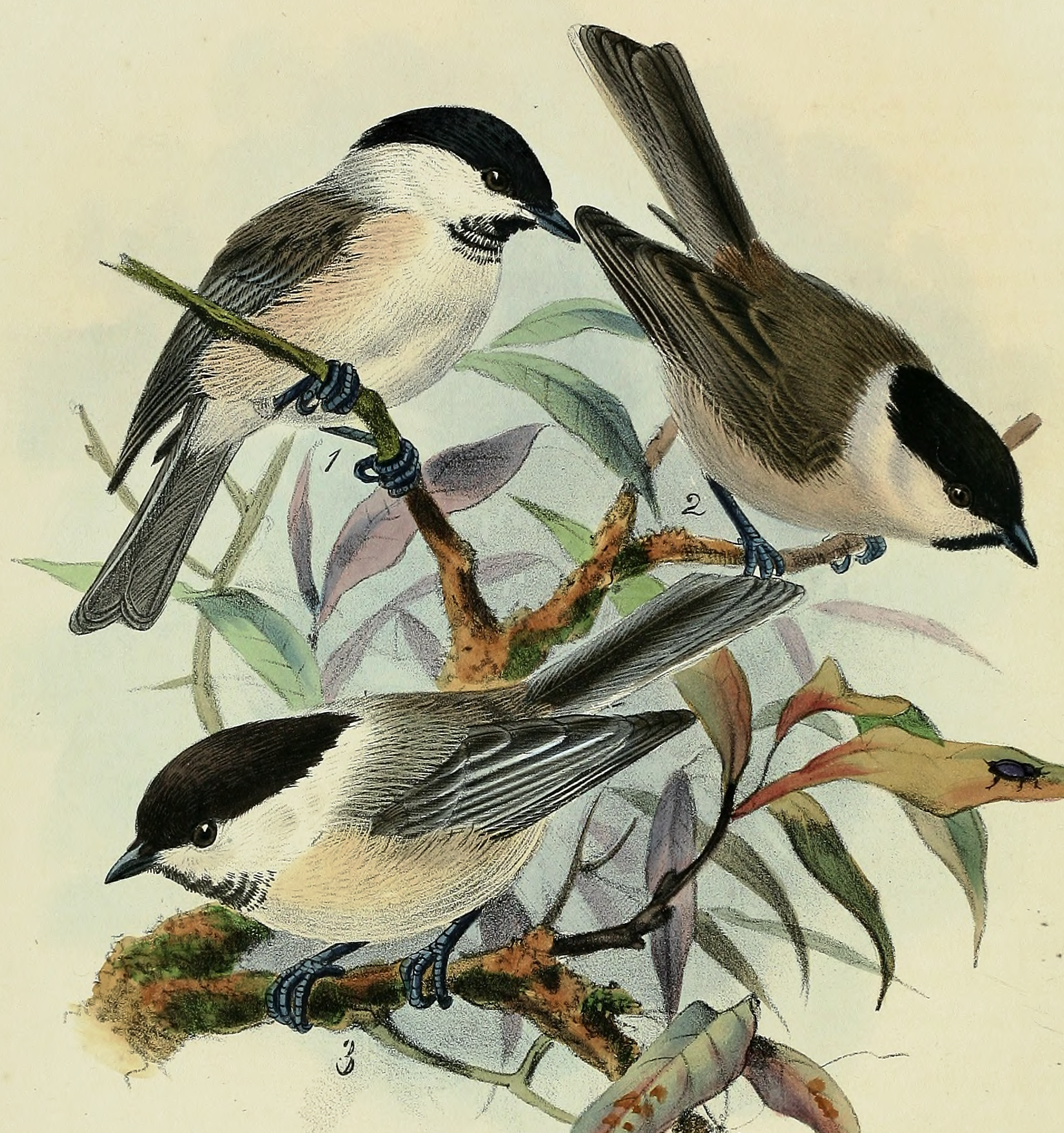
Pițigoiul sur (1, 2) şi pițigoiul de munte (3) după H. E. Dresser. "A history of the birds of Europe : including all the species inhabiting the western palaearctic region. Vol. III" 1871-1881

Este un pițigoi de talie medie, cu calota neagră lucioasă, spatele brun și baveta mică negricioasă. Seamănă foarte mult cu pițigoiul de munte. Are coloritul obrajilor și a părții inferioare a corpului mai albicioase decât la pițigoiul de munte.
Este o pasăre de talie mai mică decât o vrabie. Are o lungime de 11-12 cm și o greutate de 8,9-15 g. Lungimea aripii în poziție normală închisă = ♂ 60-68 mm; ♀ 56-64 mm; lungimea ciocului = 9-10 mm; lungimea cozii= 48-57 mm; lungimea tarsului = 16-17 mm.
Sexele sunt asemănătoare. Vârsta și sexele nu se pot diferenția după penaj decât foarte greu.

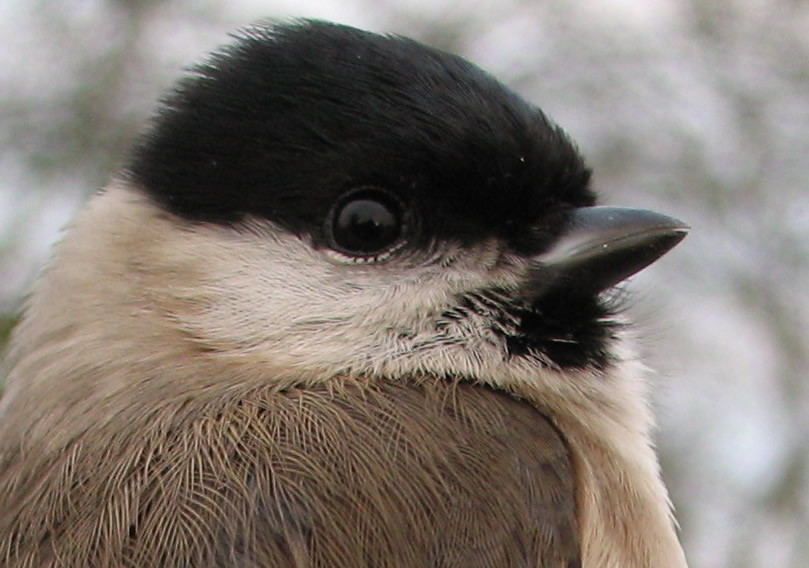
Capul pițigoiului sur

Subspecia nominată are fruntea, creștetul și laturile creștetului (în jos până la nivelul inferior al ochiului) până la ceafă negre, penele creștetului sunt lucioase; fruntea, creștetul și ceafă alcâtuiesc calota (partea superioară a capului, numită și scufița, căciulița). Partea inferioară a lorului, obrazul și regiunea auriculară sunt albe, uneori cu o nuanță brun-gălbuie în spatele regiunii auriculare. Părțile superioare, inclusiv tectricele supraalare, spălăcite brun-deschise sau brun-cenușii, uneori cu o nuanță brună mai vie pe târtiță și tectricele supracaudale. Coada brun-cenușie, rectricele cozii cu marginile mai cenușii, rectricele laterale cu steagul extern palid-cenușiu; rectricele externe mai scurte decât vârful cozii cu 2-5 mm, când acestea sunt neuzate. Alula și remigele aripilor brun-cenușii închise, steagul extern al remigelor secundare tivit pe margine cu cenușiu, steagul extern al remigelor primare tivit pe margine cu alb-murdar. Nu are oglindă albă pe aripile închise, totuși uneori, în penaj nou, poate avea o mică oglindă. Bărbia și porțiunea superioară a părții inferioare a gâtului negre, formând o bavetă mică. Porțiunea inferioară a părții inferioare a gâtului, pieptul și abdomenul albe sau alb-tulbure. Laturile pieptului, flancurile și regiunea anală brun-gălbui-cenușiu deschise (cu o nuanță rozacee în penajul neuzat). Irisul brun închis sau brun-negricios. Ciocul scurt și gros, este negricios, marginile tăioase ale mandibulei superioare cenușiu-deschise. Maxilarul la vârf turtit, trecând câtva peste mandibulă. Picioarele albăstrui sau cenușiu-albăstrui.

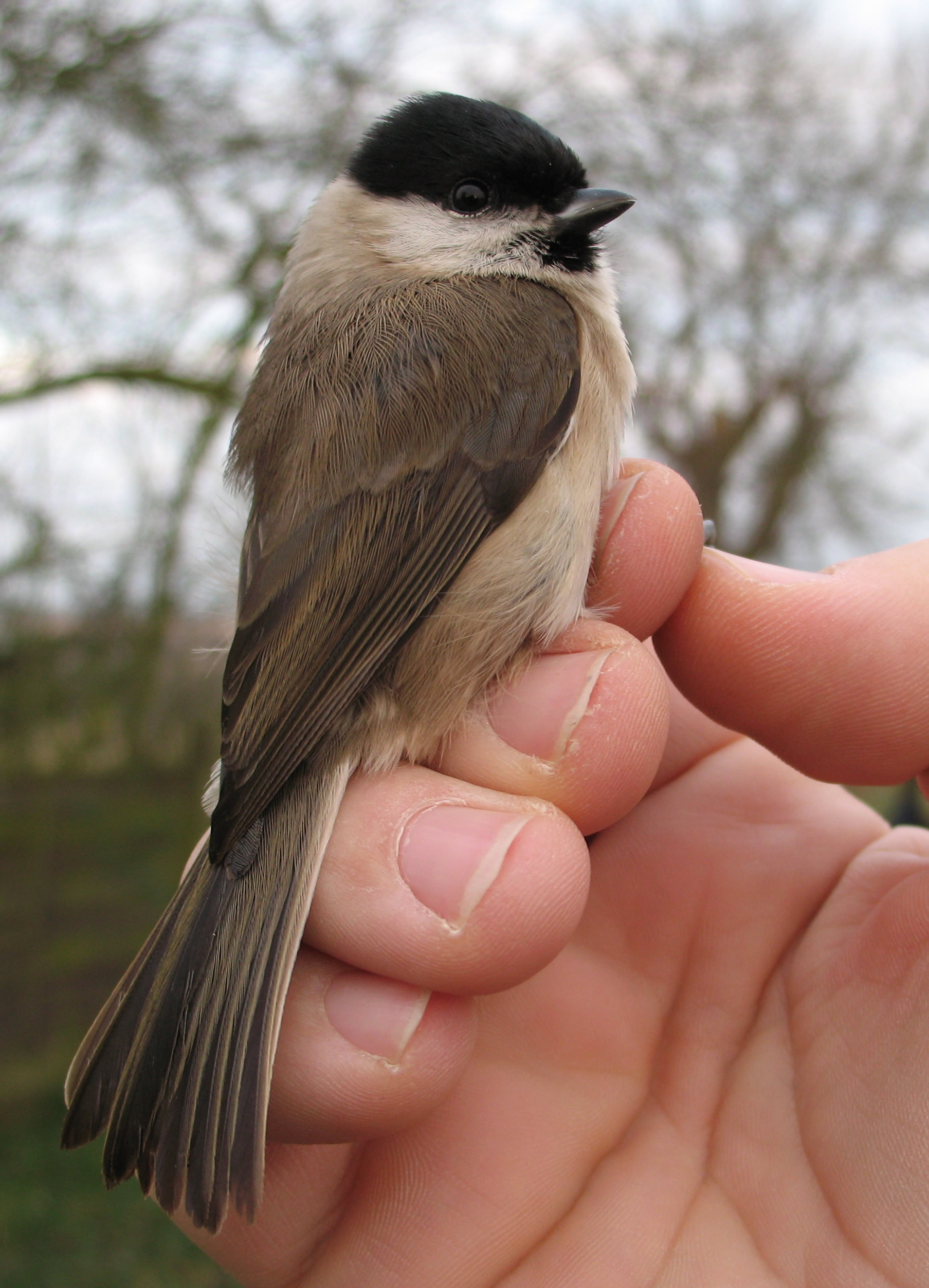
Pițigoiul sur în mână

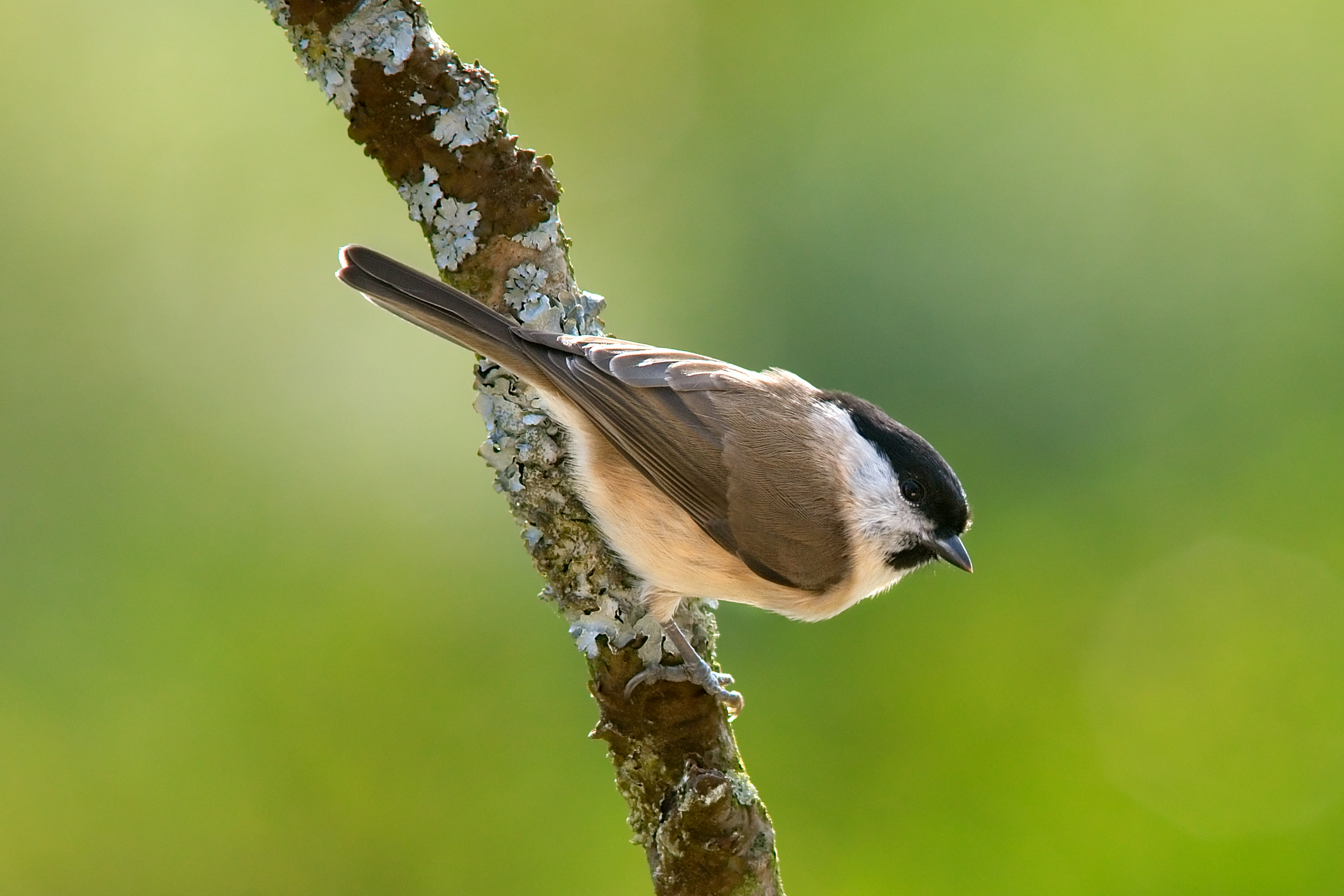
Pițigoiul sur privit lateral

Juvenilul este asemănător cu adultul, dar are creștetul până la ceafă negru-fuliginos sau bruniu fără luciu, părțile superioare sunt mai palide sau mai cenușii, tivurile de pe remigele aripilor și coadă mai viu colorate brun, obrajii și regiunea auriculară sunt mai albe, baveta mai mică sau parțial ascunsă de vârfurile albe ale penelor, părțile inferioare sunt mai albe, cu nuanțe brun-gălbui pe flancuri și în regiunea anală.
Se deosebește de pițigoiul de munte (Poecile montanus) prin aceea că este puțin mai mic și are capul mai rotund, calota lucioasă se îngustează spre vârful său aflat în centrul părții inferioare a cefei (care nu ajunge până la mantaua superioară), aripile au colorit uniform, în general nu are o oglindă alară palidă sau albicioasă (uneori prezentă la indivizii în penajul proaspăt de toamnă), centrele supraalarelor mari, remigele și rectricele sunt mai brunii (nu negre), obrajii mai spălăciți, baveta puțin mai scurtă și mai evidentă; după aspect, juvenilul nu poate fi deosebit de cel de pițigoi de munte. Cel mai ușor se deosebește după sunete. De pițigoiul de livadă (Poecile lugubris) se deosebește prin aceea că are talia mai mică, calota neagră lucioasă (nu cu o nuanță brună), părțile superioare mai brunii, mai puțin negru pe bavetă și pe partea inferioară a gâtului.

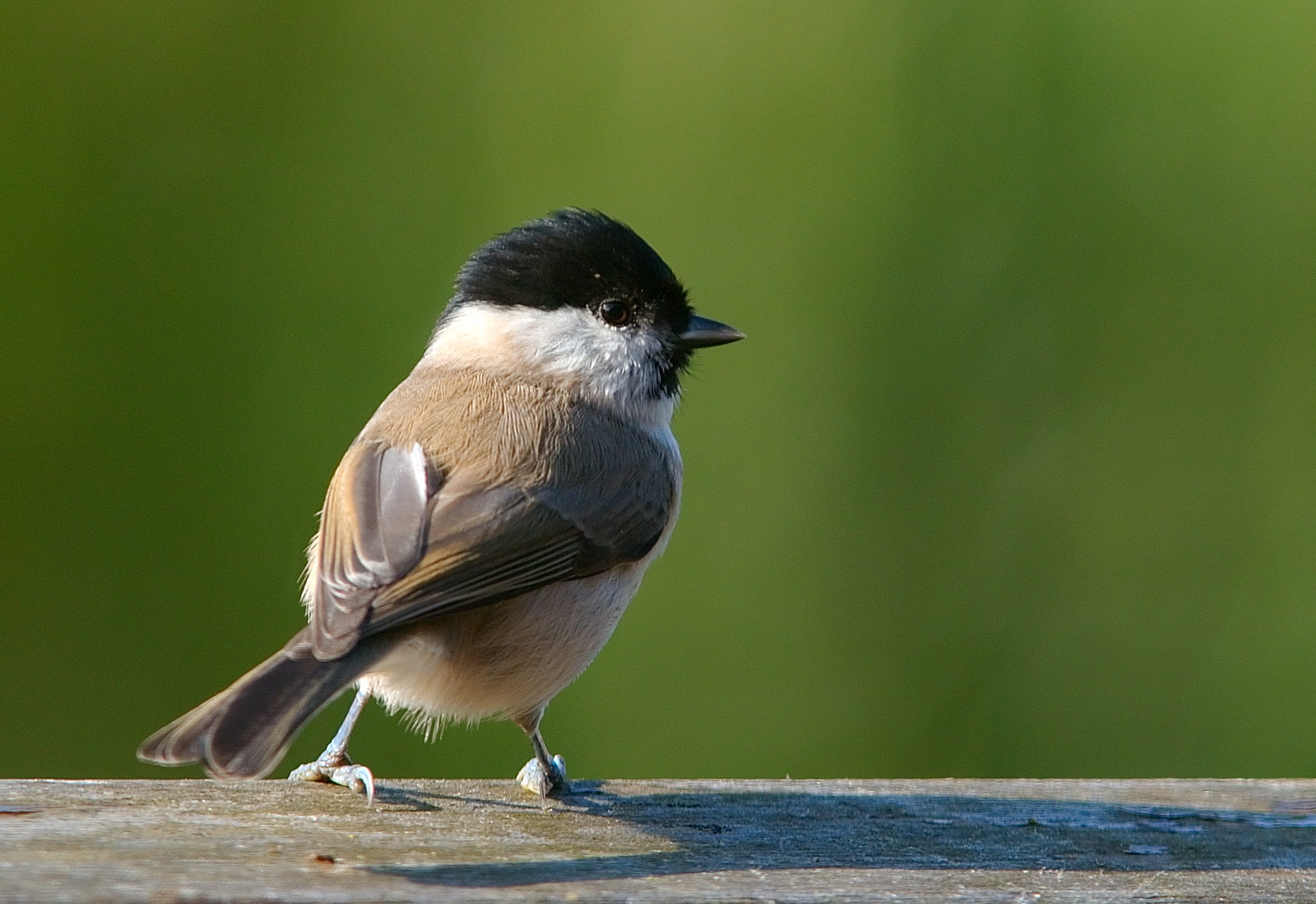
Pițigoiul sur privit din spate

Subspeciile diferă relativ puțin, în principal în dimensiuni și nuanțarea penajului:
- subspecia dresseri este cea mai mică și mai închisă la culoare, cu părțile superioare mai viu colorate brun (mai puțin cenușiu) decât subspecia nominată, părțile inferioare puțin mai spălăcite alb-cremoasă (sau cu o nuanță brun-gălbuie), laturile gâtului, laturile pieptului, abdomenul și flancurile brun-gălbui deschis;
- subspecia italicus este intermediară între subspecia nominată și subspecia dresseri, și are părțile superioare puțin mai brunii și părțile inferioare mai albe;
- subspecia stagnatilis este asemănătoare cu subspecia nominată, dar are părțile superioare brun-gălbui puțin mai palide (uneori tivuri palide pe remigele terțiare și remigele secundare mediale), laturile pieptului și flancurile mai albe;
- subspecia kabardensis este asemănătoare cu subspecia nominată, dar poate avea coada puțin mai lungă, părțile superioare mai palide sau mai cenușii, obrajii și regiunea auriculară mai albe și culoarea brun-gălbuie de pe flancuri este restrânsă sau absentă;

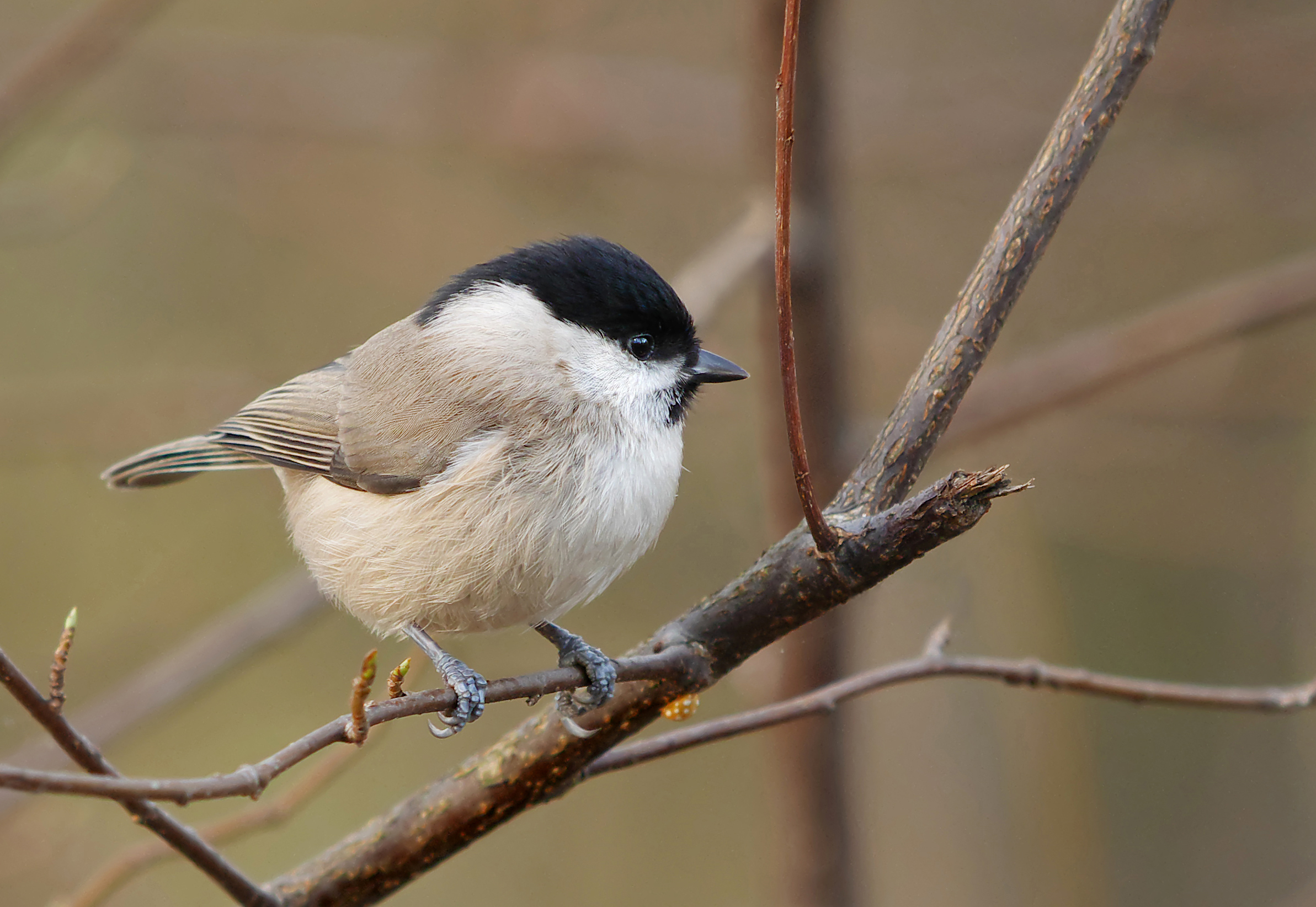
Pițigoiul sur în Bruxelles

- subspecia brevirostris diferă de subspecia nominată prin aceea că are părțile superioare mai cenușiu-deschise, culoarea brun-gălbuie absentă sau limitată pe părțile inferioare (dar are o nuanță roșcată în estul arealului), tivurile palide de pe remigele aripilor uneori formează o oglindă mică pe aripile nedesfăcute, marginile rectricelor laterale ale cozii sunt palide;
- subspecia ernsti este asemănătoare cu subspecia brevirostris și subspecia nominată, dar părțile superioare sunt mai deschise, sur-cenușii sau ușor nuanțate cu brun, baveta negricioasă este mai mare sau mai pronunțată;
- subspecia hensoni este asemănătoare cu subspecia ernsti, dar ușor mai palidă pe părțile superioare și inferioare;
- subspecia hellmayri are părțile superioare mai întunecate sau mai brunii (mai asemănătoare cu culoarea brun-deschisă a subspeciei nominate), baveta neagră este mai mică, partea inferioară este în mare parte brun-gălbuie, devenind mai albă în penajul uzat;
- subspecia jeholicus este la fel ca subspecia hellmayri, dar puțin mai mare și mai palidă, raportul coadă/aripă este mai mic;
- subspecia hypermelaenus are părțile superioare măslinii cu o nuanță brun-cenușie, remigele aripilor brun închise tivite îngust pe margini cu măsliniu-bruniu, creștetul uneori cu un moț scurt și dințat, culoarea neagră sau brun-negricioasă de pe bavetă se extinde lat pe laturile gâtului și spre centrul părții inferioare a gâtului, părțile inferioare albicioase, laturile părții inferioare a pieptului și a flancurilor brun-gălbui roșiatice.

## Năpârlirea
Năpârlirea postjuvenilă a păsărilor tinere este parțială și are loc în din iunie până la sfârșitul lunii august sau septembrie. Se schimbă tectricele, supraalare mici și mijlocii, majoritatea supraalarelor mari, una sau câteva remige terțiare; o parte din juvenili își schimbă câteva rectrice de pe coadă.
Năpârlirea postnupțială a adulților  este completă, începe în iunie și se termină în a doua jumătate a lunii august sau în septembrie. Inițial se schimbă penele mici de pe gât și cap. Schimbarea penelor mari, rectricelor și remigelor, are loc în cea de-a doua jumătate a perioadei năpârlirii, la sfârșitul lui iulie și începutul lui august.

## Glasul
Strigătele de chemare sunt destul de variate, notele cel mai adesea emise sunt un sunet scurt, strident sau exploziv "pi-cei" sau "pitciuu, pitciuu" sau variații ale lui, de ex. "ci-iu" clar și plin, sau unul mai aspru, "cidjidjidji",  amintind de pițigoiul albastru (Cyanistes caeruleus), sau un sunet "pssitciu sippciu" sau "psiup", sau "psiup si-si" ceva mai lung, de asemenea un sunet subțire, de o tonalitate înaltă "tip", un "si" șuierător, adesea repetat de mai multe ori sau un "pssip", și un sunet armonios "psit" sau "stip" sau "stip, si-si".
Strigătele de alarmă includ un "piț-iț-iț" strident, un "ciei" ciripitor sau certăreț sau un sunet strident, nazal "ciar-tciar-tciar-tciar" (adesea precedat de un "pitciuu"), și o notă mai prelungită sau ciripitoare "cirrrrrrrr...". Femela când ași apără cuibului sau puii emite un șuierat asemănător cu cel al pițigoiului mare (Parus major) și pițigoiului albastru.
Cântă cel mai adesea de la mijlocul lui ianuarie până la sfârșitul lui mai; cântecul constă dintr-o serie sonoră dar variabilă de note repetate monosilabice ascuțite "ciup-ciup-ciup..." sau "scip scip scip scip scip scip " sau ți-hi, ți-hi, ți-hi, ți-hi" (amintind de pițigoiul mare sau de cel de brădet), sau "ci ci ci ci" mai scurte sau mai seci, cântecul poate fi urmat de "sui-suit uit uit" sau "țiu-tiu-tiu-tiu", asemănător cu cel al pițigoiului de munte (Poecile montanus). Cântecul poate continua cu serii mai lungi de "ț cirup cirup cirup" sau "pitciauio-pitciauio-pitciaui" sau "cip-uiciu-uiciu-uiciu", și poate aminti de cel al pițigoiului de brădet în ton. Masculul are un repertoriu de circa 20 de variante de cântece, poate interpreta un cântec înainte de a trece la altul și poate interpreta un amestec de fraze din diferite cântece; subspecia kabardensis interpretează un tril puternic, dar cântecul și strigătele speciei variază puțin în întreg arealul. Cântă și femela, însă un cântec mai domol, repetând de obicei numai o singură frază. Subcântecul masculului este o versiune mai domoală, slabă și amestecată a cântecului principal intercalată cu note șoptite și ciripitoare.

## Habitatul

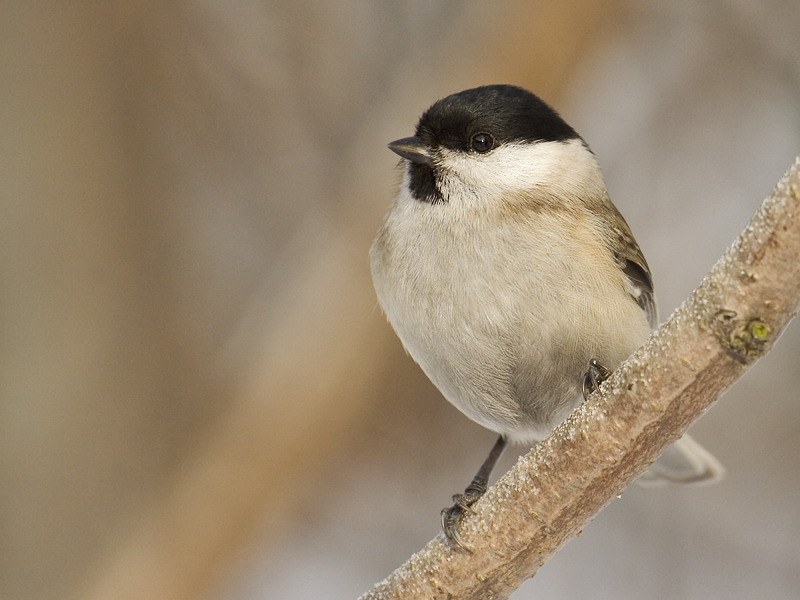
Pițigoiul sur cocoţat pe o creangă

Pițigoiul sur trăiește în pădurile bătrâne de foioase de câmpie, dar și în cele submontane și montane cu o proporții relativ mari de arbori uscați sau putreziți și subarboret rar. Se întâlnește mai ales în pădurile mari de stejar (Quercus) și fag (Fagus), dar și în pădurile mixte, în pădurice riverane de arini (Alnus) și în pădurile de plop (Populus), mesteacăn (Betula), salcie (Salix) și mălin sălbatic (Prunus padus). Se întâlnește și în perdelele forestiere ale terenurilor agricole, în livezi și rar în parcuri și grădini mari. Este întâlnit și la marginile stufărișurilor, iar în vestul Chinei în sălciile riverane și în tufărișurile din văile adânci în afara sezonului de reproducere, dar altminteri nu are nici o preferință pentru mlaștini sau pentru zone umede (în ciuda denumirii latine Parus palustris a speciei, adică "pițigoi de mlaștină"), sau pentru zone urbane. În afara sezonului de reproducere este întâlnit și în pădurile de conifere, mai ales unde pițigoiul de munte (Poecile montanus) este absent, iar în zonele rurale poate vizita grădinile, în special cele învecinate cu pădurile.
Este întâlnit de la nivelul mării până la 1300 m în Europa, dar până la 2200 m în Grecia (în muntele Olimp), până la 1200 m în Altai și până la 1400 m în Japonia (în insula Hokkaido). Se întâlnește la altitudini de 650-2100 m în nord-estul Chinei și în Coreea, iar în centrul și sudul Chinei la 1525-2135 m în Hubei, 2200-2500 în Guizhou, 2750-4270 m în Yunnan și 2600-3960 m în Sichuan, la 2200-3000 m în Birmania (Myanmar).
În România și Republica Moldova habitatele caracteristice sunt pădurile de foioase de stejar sau de fag nefragmentate din regiunea șesului sau a dealurilor, urcând pe văile râurilor de munte cam până în zona pădurilor de amestec la peste 1000 m altitudine, însă poate fi întâlnit și în livezile cu pomi bătrâni, în grădini, perdelele forestiere sau în parcurile din localități. Preferă pădurile de foioase, în special sectoarele din preajma apelor.
În Republica Moldova pițigoiul sur este întâlnit destul de rar, în sud și în multe păduri insulare mari din partea de nord a republicii nu se întâlnește de loc, este mai numeros în masivele păduroase din centrul și nordul republicii. Cel mai des este întâlnit în pădurile din lunca Prutului.

## Hrana

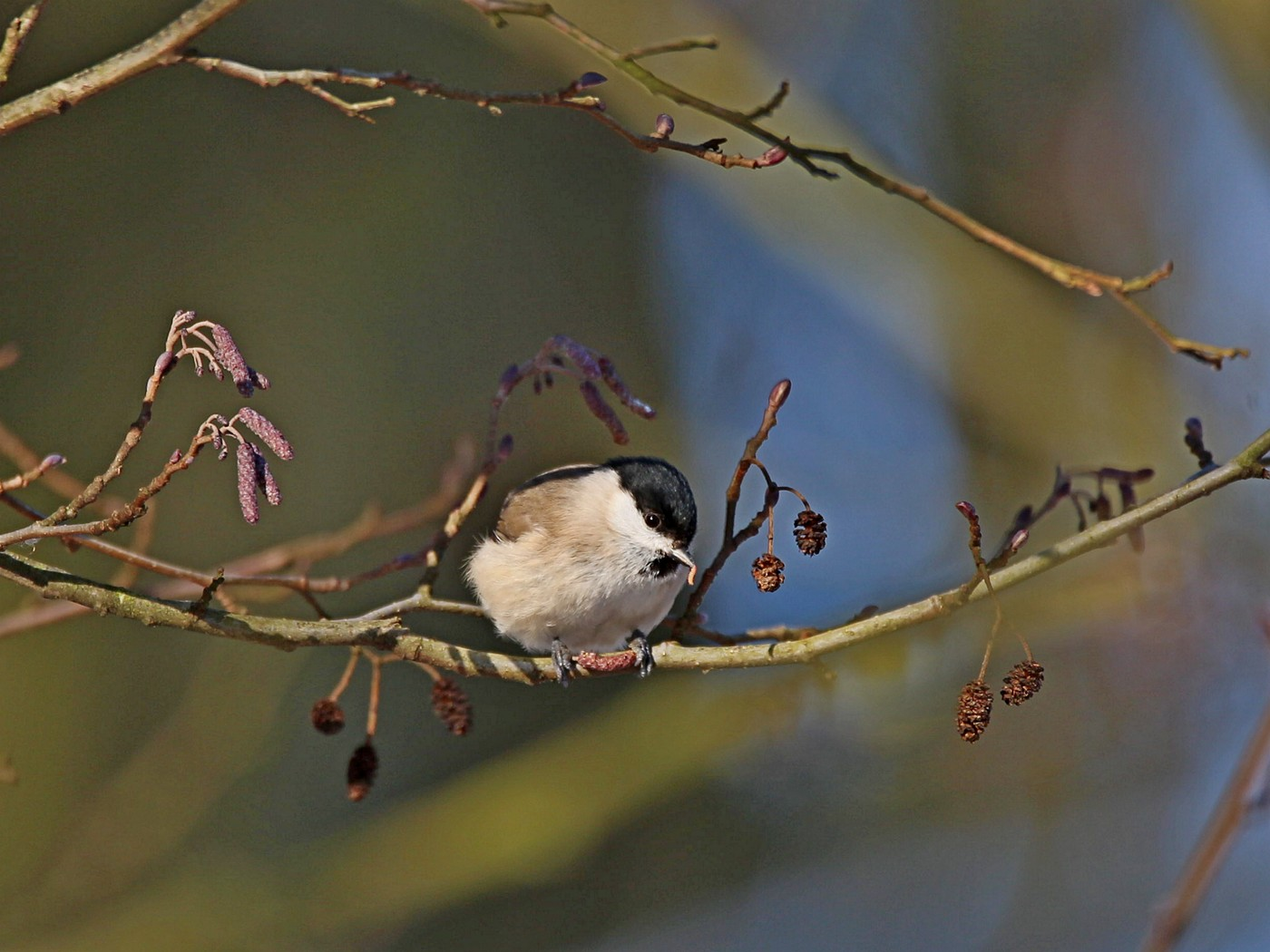
Pițigoiul sur cu o insectă în cioc

În sezonul de reproducere (primăvara și vara) pițigoiul sur se hrănește în special cu nevertebrate, mai ales cu insecte (ouă, larve și adulți), iar toamna și iarna preponderent cu semințe, fructe, boabe și pomușoare. Își face însemnate provizii de hrană pentru perioadele când aceasta nu mai găsește.
Se hrănește mai ales cu nevertebrate mici, inclusiv cu muște (Diptera), hemiptere (Hemiptera), plecoptere (Plecoptera), trihoptere (Trichoptera), albine și viespi (Hymenoptera), gândaci (Coleoptera), colembole (Collembola), afide (Aphidoidea), neuroptere (Neuroptera), molii și fluturi (Lepidoptera), furnici (Formicidae), acarieni (Acari), păianjeni (Araneae), stilomatofore și melci mici (Gastropoda).

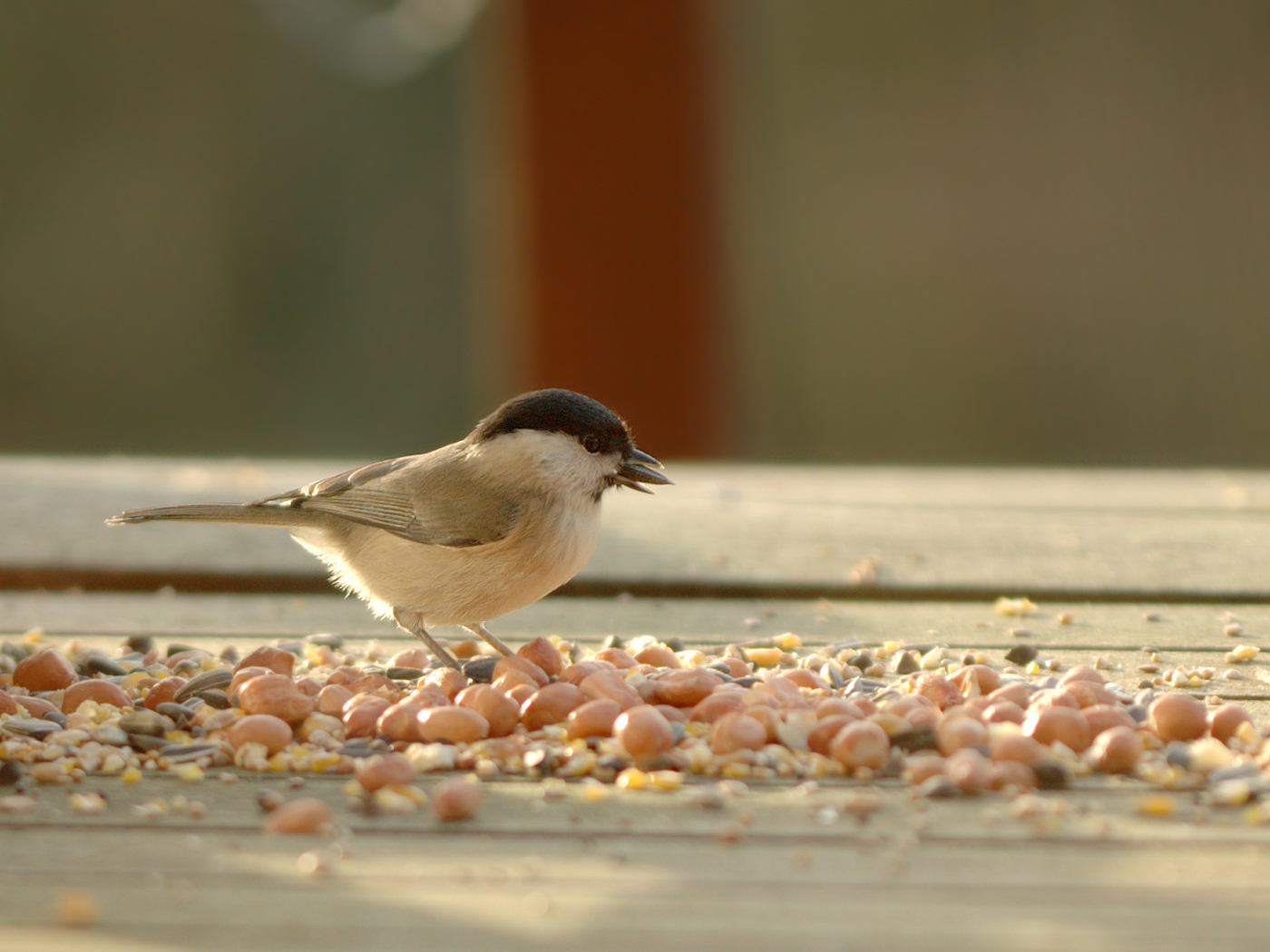
Pițigoiul sur hrănindu-se cu seminţe

În afara sezonului de reproducere, consumă multă hrană vegetală, inclusiv fructe de zmeur (Rubus idaeus), măr pădureț (Malus silvestris), păducel (Crataegus), pere (Pyrus), vișine și cireșe (Prunus), dude (Morus) și fructe de soc (Sambucus), și o gamă largă de semințe, inclusiv cele ale arborilor de conifere și foioase (în special conuri și jir) și diverse semințe ale plantelor vasculare, de ex., cele de scai (Carduus) și caprifoi (Lonicera), dar și semințe ale plantelor cereale și altor graminee. Consumă de asemenea flori și muguri de salcie căprească (Salix caprea), arin, mesteacăn, plop tremurător (Populus tremula), arțar (Acer) și prun (Prunus) și sevă de plop tremurător, mesteacăn și arțar.
Iarna poate fi observat și la hrănitoarele de păsări. În general este rar la hrănitoarele de păsări, cu excepția locurilor din imediata vecinătate a pădurii, dar, acolo unde este prezent, consumă diferite alimente, inclusiv semințe de floarea-soarelui și de cânepă.
În Republica Moldova pițigoiului sur se hrănește vara predominant cu nevertebrate (în special, insecte), iar toamna și iarna preponderent cu semințe, fructe și pomușoare de plante sălbatice pe care le culege de pe sol sau în tufișuri. În conținutul a 14 stomacuri, au fost găsite aproximativ 78 de exemplare de insecte: 54% erau coleoptere (în principal trombari), 29% omizi și pupe ale mai multor specii de fluturi, 17% himenoptere, hemiptere și muște.
Pițigoiul sur este o specie folositoare, cu mod arboricol de viață, care distruge un număr considerabil de diverși vătămători ai silviculturii și agriculturii - omizi, trombari, pocnitori, ploșnițe etc.

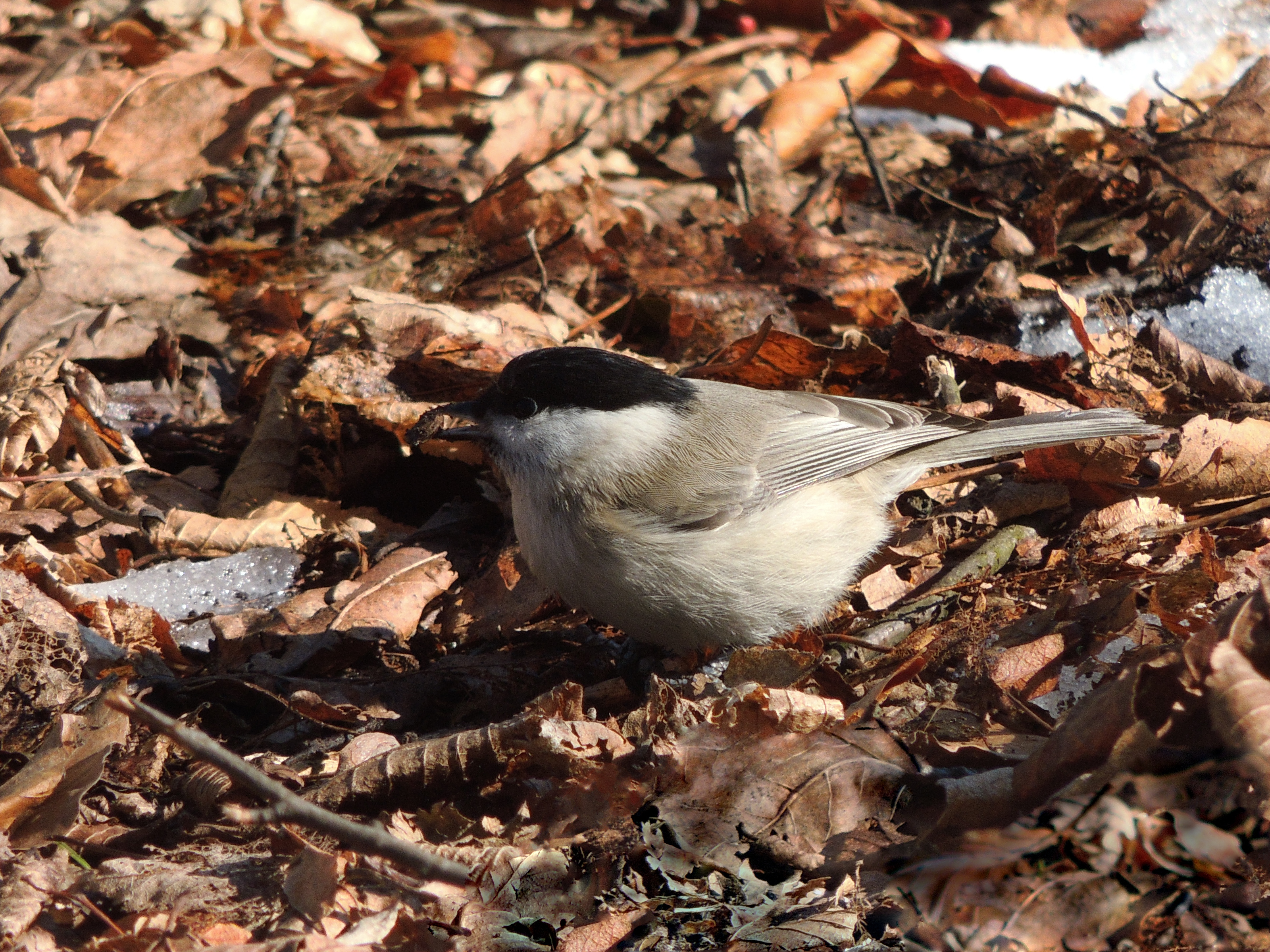
Pițigoiul sur cu o sămânţă în cioc

Obișnuit își face însemnate provizii de hrană pentru perioadele când aceasta nu mai găsește (mai des în Europa decât în Marea Britanie), mai ales de semințe, dar depozitează și unele nevertebrate (de ex., melci stilomatofori), de obicei între august și sfârșitul lui februarie. Proviziile de hrană le ascunde sub coaja desfăcută a unui copac, în găurile și scorburile arborilor, în stâlpii de lemn, sub stratul de mușchi și licheni de pe copaci, printre frunzele căzute pe sol și în găurile din pământ. În centrul Norvegiei un singur individ a depozitat circa 80.000 de semințe în august-decembrie, iar consumul individual a fost estimat la minimum 43 de semințe pe oră. Rezervele de hrană sunt regăsite după memorie, și nu după o căutare aleatorie; consumă mai întâi hrana mai veche depozitată.

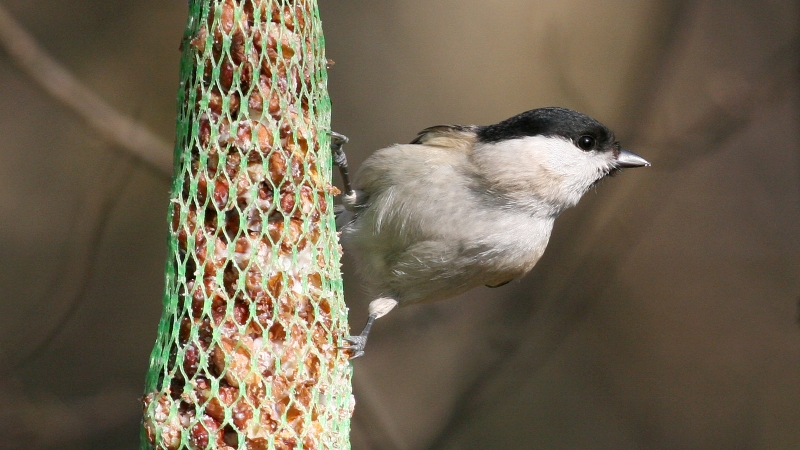
Pițigoiul sur la o hrănitoare de păsări

Se hrănește în timpul zilei. Își procură hrana prin toate etajele vegetației: în copaci și vegetație mai joasă, dar preferă etajele mijlocii și inferioare ale arborilor și arbuștilor. Caută activ hrana în frunziș și pe ramurile subțiri, și stă agățat de muguri și conuri; jupoaie viguros lichenul și mușchiul căutând insectele și scoate semințe din vârfurile ciulinilor și scailor; uneori planează pe loc pentru puțin timp în căutarea hranei. În afara sezonului de reproducere își procură frecvent hrana pe pământ în frunzele căzute și printre plantele uscate, inclusiv pe pământul acoperit de zăpadă în locurile unde căprioarele și mistreții în căutarea hranei descoperă frunzele căzute. Semințele, bobițele și omizile mari le ține cu piciorul pe o creangă și rupe coaja sau tegumentul lor prin lovituri repetate cu ciocul, iar capul omizilor este îndepărtat; conținutul sau pulpa semințelor este scoasă și mâncată în întregime sau fragmentat.

## Comportamentul
Pițigoiul sur este pasăre foarte vioaie și sprintenă, aflându-se permanent în continuă mișcare. Zborul este rapid, ondulat. Când caută hrana se cațără foarte repede în desișul ramurilor, adesea apărând pe ramurile terminale, agățându-se de ele cu capul în jos sau cu spatele în jos.
Este întâlnit în perechi pe tot parcursul anului, dar uneori este găsit singur. Are un mare atașament pentru partenerul perechii. Dacă o pasăre a perechii este ucisă, cealaltă zboară îndelungat în jurul ei scoțând strigăte agitate. În căutarea hranei este întâlnit (mai ales juvenilii care nu au încă un teritoriu) și în cârduri mixte cu alte specii sau în grupuri mici, formate numai de exemplarele acestei specii, de până la 20 de indivizi, dar în general este mai puțin sociabil decât celelalte specii de pițigoi.
Teritoriul unei perechi folosit pentru cuibărit (formarea perechilor este dependentă de mascul care are un teritoriu stabilit), este ocupat și apărat pe tot parcursul anului; teritoriul ocupat iarna poate fi puțin mai mare în unele părți ale arealului. Mărimea teritoriului ocupat de o pereche este variabilă, de la 2,3-4,6 ha în sudul Angliei până la 5,8 ha în Germania. În afara sezonului de reproducere, teritoriul poate fi ocupat de perechea stabilită aici și 3-5 juvenili neînrudiți, care pot forma perechi primăvara împărțind teritoriul sau stabilindu-se într-o zonă alăturată.

## Reproducerea

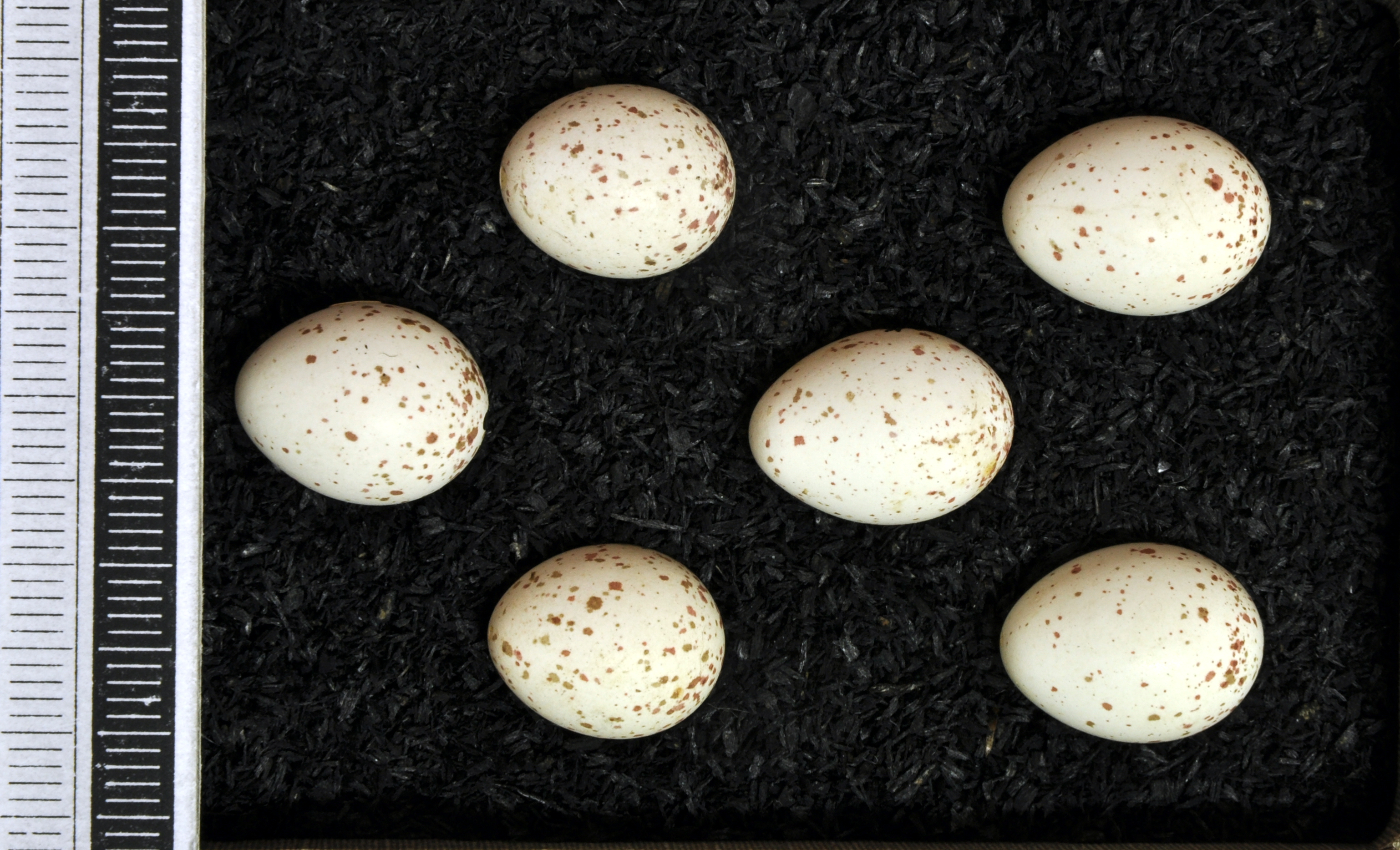
Ouăle

Pițigoiul sur este o specie monogamă, perechile formate rămân împreună pe toată viața; într-un studiu partenerii unei perechi au rămas împreună timp de 6 ani. Deseori teritoriul ocupat este apărat pe toată durata unui an.

Sezonul de reproducere are loc de la sfârșitul lui martie până în iunie. Un studiu realizat în Polonia a constatat o mare flexibilitate a momentului depunerii ouălor de către femele, în funcție de condițiile meteorologice.
În timpul paradei nupțiale masculul oferă hrană femelei în ritualul nupțial, de la începutul construirii cuibului și până la ieșirea puilor din ouă, el bate din aripi din ce în ce mai des, iar femela emite strigătele de cerșit cerând mâncare de la partenerul ei. 

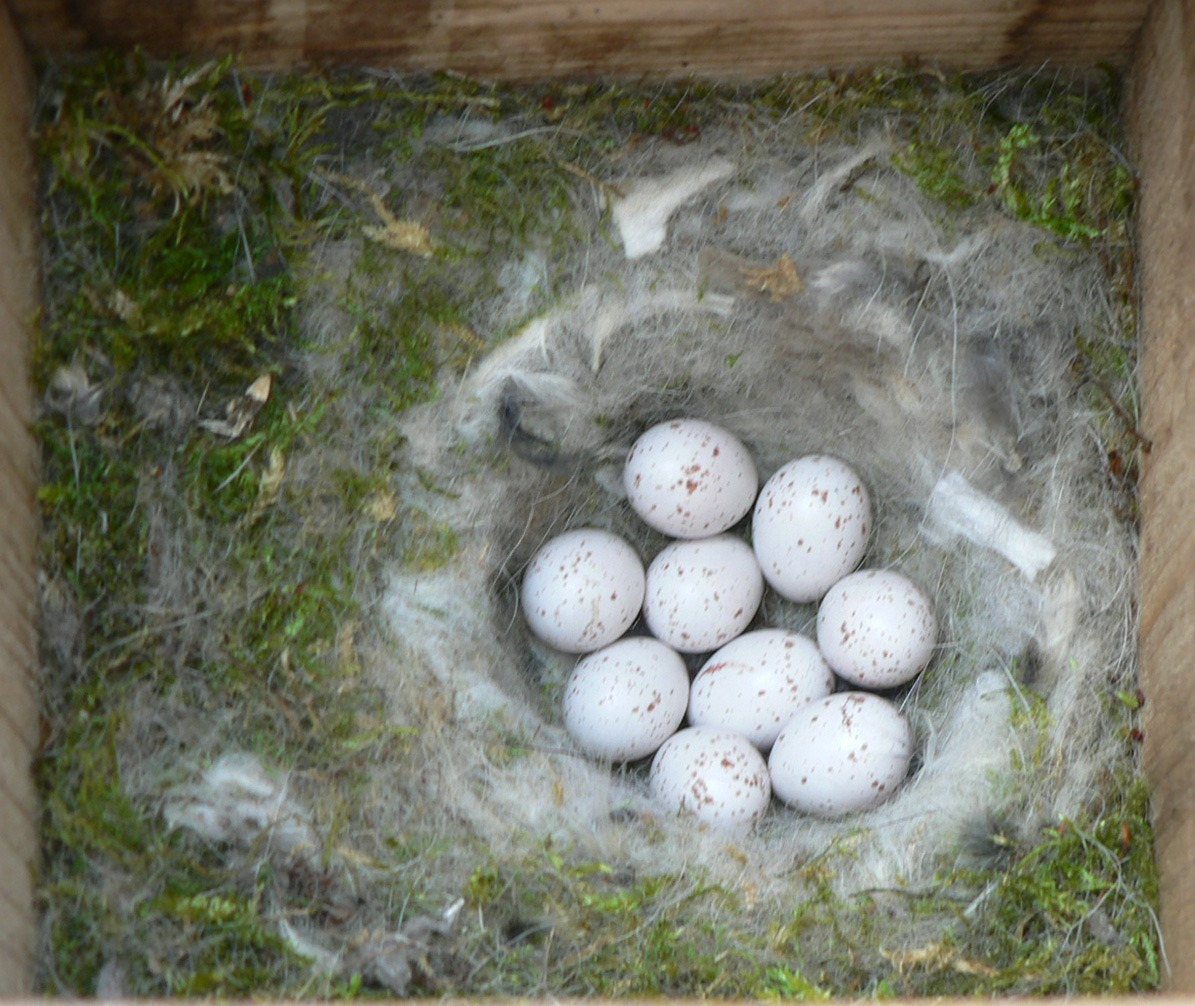
Cuibul cu ouă

Cuibul, construit numai de femelă, are forma unei cupe sau unui coș. El este făcut din mușchi, material vegetal, și este căptușit cu păr de animale, puf și pene. Cuibul este amplasat până la 10 m (de obicei 2-3 m) deasupra solului într-o scorbură dintr-un copac sau buștean (de obicei în scorbură unui arbore bătrân și parțial putrezit), sau printre rădăcinile unui copac răsturnat, mai rar într-o cavitate dintr-un perete  sau în nișele zidurilor,  într-o gaură sau cavitate în pământ. Perechea nu sapă cuibul, dar ambele sexe pot lărgi gaura existentă de intrare, inclusiv gaura cuibului ocupat mai înainte de pițigoiului de munte (Poecile montanus). Deseori pițigoiul sur este văzut ocupând cuiburile artificiale.

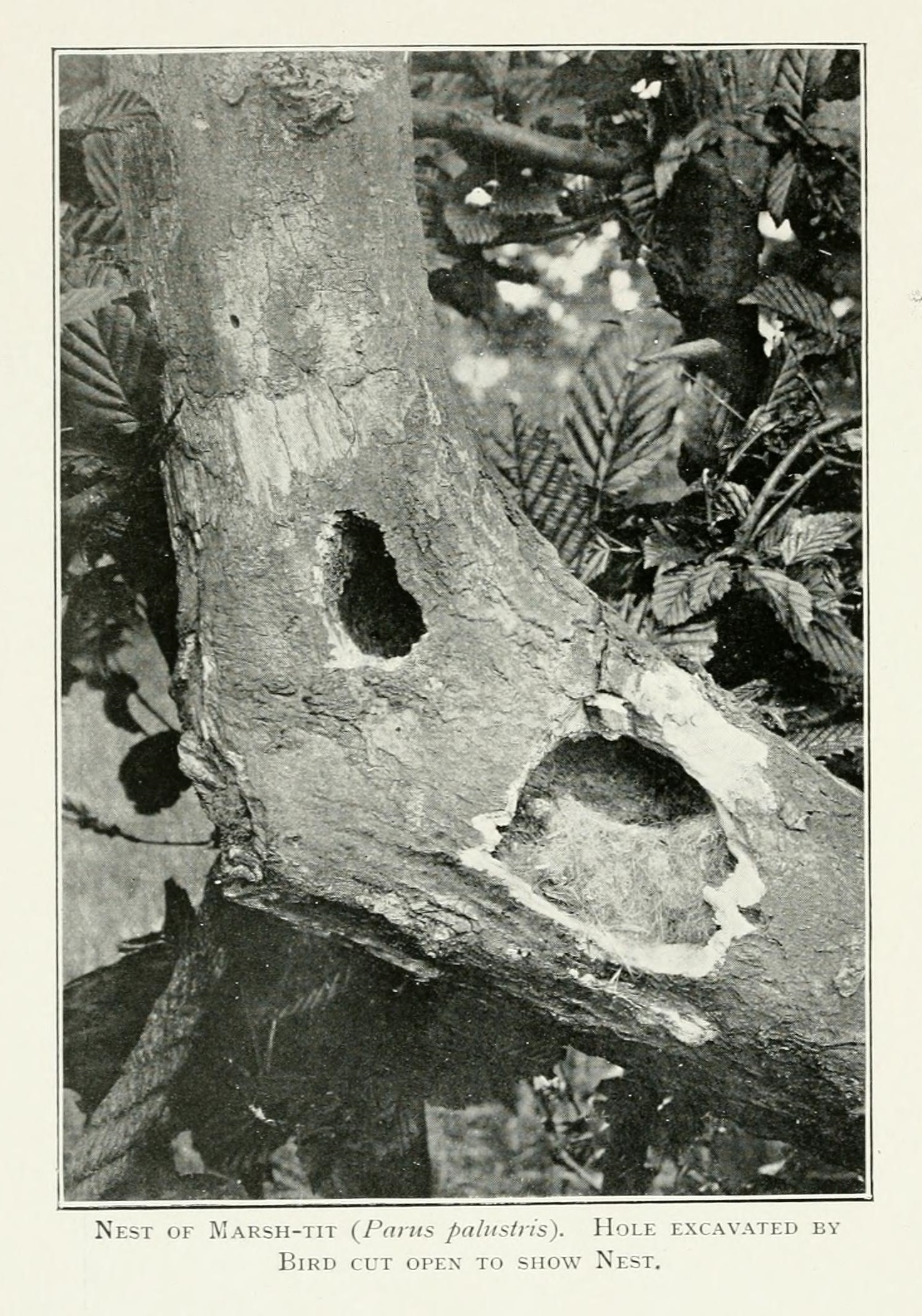
Scorburile unui copac unde îşi amplasează cuibul pițigoiul sur

Anual depune o singură pontă, dar uneori două ponte, mai ales în Rusia. Depune aproape întotdeauna o pontă de înlocuire în cazul în care prima este distrusă. Ponta constă din 5-10 ouă albe, stropite cu puncte roșietice sau brune. Mărimea medie a oului este de 16 × 12 mm. Prima pontă este formată din mai multe ouă, de regulă 10, dar ajunge și la 12, iar a doua este mai puțin numeroasă, nedepășind 8 ouă. În România și Republica Moldova prima pontă este depusă în a 2-a decadă a lunii aprilie și este formată, în medie, din 7-8 ouă. Incubația este asigurată numai de către femelă, care este hrănită în acest timp de către mascul, clocitul durează 13-17 zile.
După eclozarea puilor, femela stă cu ei încă 9-10 zile, perioadă când masculul aduce hrana la cuib, apoi puii sunt hrăniți de ambele sexe. La eclozare pui sunt nidicoli. Puii părăsesc cuibul după 16-20 de zile de la eclozare. Puii zburători care au părăsit cuibul sunt hrăniți încă 7-14 zile, apoi devin independenți și se dispersează de la grupul familial după 15 zile de la plecarea lor din cuib.
În Republica Moldova sezonul de cuibărit începe destul de devreme, la începutul lunii aprilie. În 1956, în pădurea din Lozova, pe 12 aprilie a fost găsit un cuib terminat într-o scorbură mică dintr-o salcie. Cea mai timpurie pontă din 5 ouă a fost găsită pe 14 aprilie 1955. În a doua decadă a lunii mai sunt întâlniți puii zburători din prima pontă. La sfârșitul lui mai depune a doua pontă. Astfel, la 25 mai 1964 în pădurea din Arionești în scorbura unui arțar la o înălțimea de 0,7 m a fost găsită o pontă din  7 ouă. Juvenilii care au părăsit cuibul până toamna se țin împreună, apoi formează cârduri mixte cu pițigoiul mare, pițigoiul albastru, pițigoiul codat și cu alte specii (cu țicleanul, ciocănitoarea pestriță mică, cojoaica de pădure, aușei), care hoinăresc zile întregi.
Succesul reproductiv este greu de evaluat, el este mai mare în cuiburile artificiale decât în scorburile naturale. Într-un studiu din Germania care a inclus cuiburile artificiale din pădurile de foioase, au eclozat 91,2% din 651 de ouă depuse și 84% pui au părăsit cuibul. Într-un loc de studiu din sudul Angliei, prădarea cuibului de către nevăstuică (Mustela nivalis) a fost principala cauză a eșecului reproductiv, media eșecului a fost de 17,8% pe an, variind foarte mult an de an, fiind dependentă de disponibilitatea prăzii alternative a nevăstuicii. Din cele 29 de cuiburi studiate în pădurile de foioase din sudul Germaniei, 16 (55%), majoritatea aflate în arborii putrezi, au fost prădate de ciocănitoare pestriță mare (Dendrocopos major) și gaiță (Garrulus glandarius).
Atinge maturitatea sexuală la vârsta de un an. Longevitatea maximă înregistrată în libertate a fost de 11 ani și 9 luni.

## Deplasări sezoniere
Este în general o specie sedentară, cu dispersarea post-reproductivă pe distanțe scurte a juvenililor. În timpul iernii hoinărește în căutarea hranei, asociindu-se uneori cu alte specii de pițigoi.
În nordul arealului este parțial nomadă și poate hoinări spre sud în afara sezonului de reproducere, dar este mai puțin eruptivă (invazivă) decât populațiile altor paride care cuibăresc în zonele nordice ale arealului. În Rusia, unele populații trec în pasaj, în septembrie și mai, în apropierea lacului Ladoga (lângă Sankt-Petersburg) și în est în apropierea Vladivostokului, iar în sud-vest arealului apar în pasaj în număr mare în văile râurilor din Republica Moldova.
În Marea Britanie, studiile păsărilor inelate au arătat că majoritatea deplasărilor au loc pe o distanță mai mică de 20 km, excepțional la 55 km și o dată la 79 km; deplasări similare au loc și în restul Europei, iar cea mai mare distanță la care a fost recuperat un exemplar inelat a fost de 120 km. Apariții accidentale în timpul vagabondajului au fost înregistrate în Irlanda, Finlanda și Portugalia.

## Statutul și conservarea

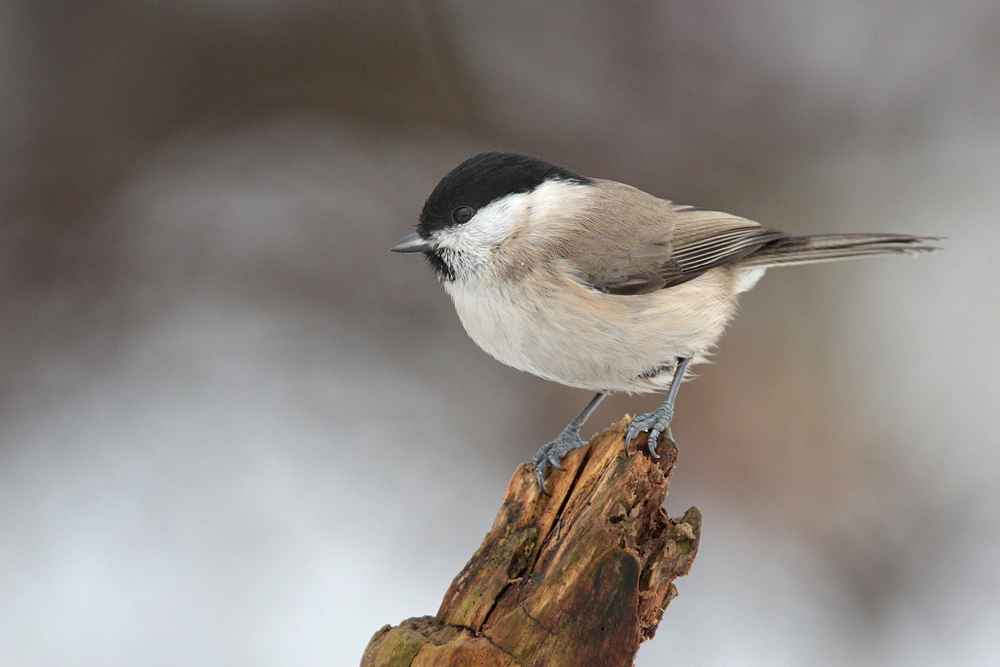
Pițigoiul sur pe un buştean

Specia nu este amenințată cu dispariția la nivel global (LC după criteriile IUCN). Este destul de numeroasă sau comună, dar în unele regiuni adesea este găsită doar pe alocuri sau sporadic; se întâlnește mai rar în nordul arealului, inclusiv în munții Saian (din partea sud-centrală a Rusiei) și în Caucaz. 
În Europa, populația cuibăritoare este estimată la 2.910.000-5.740.000 de perechi, ceea ce echivalează cu 5.830.000-11.500.000 de indivizi adulți. Europa formează circa 55% din arealul global al speciei, și o estimare destul de preliminară a mărimii populației globale este de 10.600.000-20.900.000 de indivizi adulți, însă este necesară validarea ulterioară a acestei estimări. Cele mai mari populații din Europa se găsesc în Germania  (425.000-670.000 perechi clocitoare), România  (350.000-700.000), Ucraina  (255.000-380.000), Franța  (200.000-400.000), Croația  (100.000-500.000), Italia  (100.000-400.000).
România este una dintre țările europene cu cea mai mare populație stabilă de pițigoi sur, aceasta fiind formată din 350.000-700.000 de perechi cuibăritoare. Populația cuibăritoare din Republica Moldova a fost estimată la 2.000-4.000 de perechi cuibăritoare.
Densitățile în teritoriile de reproducere sunt variabile în diferite habitate și scăzute în comparație cu cele ale pițigoiului mare (Parus major) și pițigoiului albastru (Cyanistes caeruleus) în aceleași zone. În Europa cea mai mare densitate înregistrată a fost de 30-40 perechi/km², în pădurile bătrâne (de 150-200 de ani) de stejar (Quercus) și carpen (Carpinus) din Elveția.
În Republica Moldova pițigoiul sur este destul de rar: în sud și în multe păduri insulare mari din partea de nord a republicii nu se întâlnește de loc. În masivele păduroase unde cuibărește, este de obicei mai numeros. Cea mai mare densitate de circa 4-5 perechi la 10 ha a fost observată vara în pădurile din lunca Prutului. Aici, pe 16 mai 1959, au fost înregistrați în decurs de 4 ore cel puțin 16 masculi cântând. Aproximativ în același timp în Codrii Moldovei (în ocolul silvic din Sadova) au fost înregistrate la 15 aprilie 1961 numai 4 perechi de păsări. Pițigoiul sur este rar întâlnit în Transnistria. Astfel, pe 25 mai 1964 în pădurea din Arionești pe o suprafață de aproximativ 100 de hectare cuibăreau numai două perechi, iar în pădurile din Copanca a fost întâlnit într-un număr și mai mic. Toamna și iarna, numărul pițigoilor suri crește considerabil datorită populațiilor care vin în Republica Moldova din regiunile nordice ale arealului.. Acest lucru este vădit în special în văile râurilor, unde în 3-4 ore de observații pot fi întâlnite până la 5 cârduri mixte de pițigoi, care includ și câțiva pițigoi suri. Numărul de indivizi variază mult în funcție de condițiile climaterice și de resursele de hrană din timpul iernii.
În ultima parte a secolului al XX-lea și-a extins arealul în nord-estul Olandei. Se întâlnește în cel mai nordic sector al Peninsulei Iberice, în munții Cantabrici și în partea nordică a munților Iberici, dar a dispărut recent din extremitatea vestică a arealului său din Galicia și este găsit rar la altitudini mai joase în nordul Asturiei, în ambele cazuri probabil din cauza pierderii habitatelor și a fragmentării lor. În plus, populațiile au suferit o reducere semnificativă în Marea Britanie, unde numărul lor a scăzut cu aproape 75% începând cu anii 1960, iar arealul său s-a micșorat cu aproape 20%, în ciuda succesului reproductiv constant mare și a îmbunătățirii aparente a calității habitatelor; reducerea supraviețuirii și pierderea legăturii cu regiunile păduroasă sunt o potențială problemă pentru această specie extrem de sedentară care evită să zboare departe de locul său de cuibărit și aceasta poate fi o cauză a acestui declin.
Deși în perioada 1990-2000 efectivele din majoritatea țărilor europene au rămas stabile, în Franța și în țările nord-vestice s-a înregistrat o scădere a efectivelor, astfel încât, în prezent, populația la nivel european este în declin. În Europa, trendul populațional din 1980-2013 arată că populațiile au suferit un declin moderat.
Principale amenințări la adresa speciei sunt modificarea, fragmentarea și pierderea habitatului, managementul defectuos al pădurii și poluarea.
Populația europeană estimată de perechi cuibăritoare.
| Țara (sau teritoriul) | Populația estimată (perechi cuibăritoare) | Anul estimării |
| --------------------- | ----------------------------------------- | -------------- |
| Albania               | 0                                         | 2002-2012      |
| Austria               | 80.000-130.000                            | 2001-2012      |
| Azerbaidjan           | 0-50                                      | 1996-2000      |
| Bielorusia            | 100.000-120.000                           | 2001-2012      |
| Belgia                | 17.000-22.500                             | 2008-2012      |
| Bosnia și Herțegovina | 40.000-80.000                             | 2010-2014      |
| Bulgaria              | 100.000-200.000                           | 2005-2012      |
| Croația               | 100.000-500.000                           | 2014           |
| Cehia                 | 55.000-110.000                            | 2012           |
| Danemarca             | 13.000                                    | 2011           |
| Estonia               | 50.000-80.000                             | 2008-2012      |
| Franța                | 200.000-400.000                           | 2008-2012      |
| Georgia               | Prezent                                   |                |
| Germania              | 425.000-670.000                           | 2005-2009      |
| Grecia                | 2.000-10.000                              | 2008-2012      |
| Ungaria               | 88.600-136.500                            | 2000-2012      |
| Italia                | 100.000-400.000                           | 2011           |
| Kosovo                | 10.000-15.000                             | 2009-2014      |
| Letonia               | 78.566-169.220                            | 2011           |
| Liechtenstein         | 200-400                                   | 2009-2014      |
| Lituania              | 40.000-60.000                             | 2008-2012      |
| Luxemburg             | 8.000-12.000                              | 2008-2012      |
| Macedonia             | 20.000-60.000                             | 2001-2012      |
| Moldova               | 2.000-4.000                               | 2000-2010      |
| Muntenegru            | 10.000-25.000                             | 2002-2012      |
| Olanda                | 13.398-16.748                             | 2008-2011      |
| Norvegia              | 15.000-75.000                             | 2013           |
| Polonia               | 120.000-250.000                           | 2008-2012      |
| România               | 350.000-700.000                           | 2010-2013      |
| Rusia                 | 100.000-150.000                           | 2000-2008      |
| Serbia                | 46.000-64.000                             | 2008-2012      |
| Slovacia              | 80.000-160.000                            | 2002           |
| Slovenia              | 130.000-250.000                           | 2002-2012      |
| Spania                | 82.000-96.000                             | 1998-2002      |
| Suedia                | 83.000-155.000                            | 2008-2012      |
| Elveția               | 40.000-80.000                             | 2008-2012      |
| Turcia                | 20.000-100.000                            | 2013           |
| Ucraina               | 255.000-380.000                           | 2000           |
| Marea Britanie        | 41.000                                    | 2009           |
| Uniunea Europeană     | 2.160.000-4.080.000                       |                |
| Europa                | 2.910.000-5.740.000                       |                |